# Saint-Étienne-Vallée-Française
Saint-Étienne-Vallée-Française è un comune francese di 572 abitanti situato nel dipartimento della Lozère nella regione dell'Occitania.

## Società

### Evoluzione demografica
Abitanti censiti